# スカニア (小惑星)
スカニア (460 Scania) は小惑星帯に位置する小惑星。1900年10月22日、マックス・ヴォルフがハイデルベルクで発見した。スウェーデン南部イェータランドにあるスコーネ地方のラテン語での名前から命名された。